# Soul Sphere

Soul Sphere est le quatrième album studio du groupe de deathcore progressif américain Born of Osiris, il est sorti le 23 octobre 2015.

## Liste des titres
1. The Other Half of Me - 3:32
2. Throw Me in the Jungle - 3:36
3. Free Fall - 4:09
4. Illuminate - 4:45
5. The Sleeping and the Dead - 3:42
6. Tidebinder - 4:21
7. Resilience - 3:50
8. Goddess of the Dawn - 3:23
9. The Louder the Sound, the More We All Believe - 3:27
10. Warlords - 4:09
11. River of Time - 3:22
12. The Composer - 4:28